# Живи и помни (фильм)
«Живи́ и по́мни» — российский драматический художественный фильм 2008 года режиссёра Александра Прошкина. Снят по мотивам одноимённой повести 1974 года Валентина Распутина, рассказывающей о трагической судьбе женщины из сибирской деревни, которая узнаёт, что её муж оказался дезертиром во время Великой Отечественной войны.
Премьера фильма состоялась 7 июня 2008 года на XIX Открытом российском кинофестивале «Кинотавр» в Сочи, он открывал конкурсную программу. В широкий прокат лента вышла 26 июня 2008 года.

## Сюжет
В сибирской деревне Атамановка вместе с пожилыми родителями мужа ─ свёкром Фёдором Михеевичем и свекровью Семёновной, живёт Настёна Гуськова. Она работает в колхозе, на лесозаготовке, с такими же как она, солдатками, и помогает свёкрам по хозяйству. 
Её муж, Андрей Гуськов, с начала Великой Отечественной войны воюет на фронте: сначала под Москвой в лыжном батальоне, затем под Смоленском в разведке, а после контузии под Сталинградом ─ в гаубичной батарее. Имеет боевые награды. Последнее письмо домой он отправил из госпиталя в Новосибирске в октябре 1944 года, где лечился после ранения.
После выписки из госпиталя, Андрея снова направили на фронт. На вокзале он увидел иркутский эшелон и решил хотя бы на один день увидеть жену. Но через несколько дней пути понял, что уже не успеет вернуться в свою воинскую часть и что совершил дезертирство. 
Вернувшись тайком домой, он прячется от своих близких и односельчан в заброшенном зимовье в тайге, недалеко от родной деревни. О том, что Андрей вернулся, знает только его жена Настёна. Он угрожает убить её, если она расскажет о нём хоть кому-нибудь, даже его собственным родителям. Настасья вынуждена скрывать мужа от всех, изредка навещает его и приносит ему еду.
Тем временем в армии начинаются розыски пропавшего Андрея. В дом Гуськовых приходят милиционер Бурдак и счетовод Иннокентий Иванович и расспрашивают их об Андрее. 
Идёт время и Настя понимает, что ждёт от мужа ребёнка. Она рада этому, так как в течение четырёх лет брака у них не было детей. В то же время её тревожит то, что она вынуждена скрывать имя отца будущего ребёнка. 
Узнав о беременности Настёны, свекровь оскорбляет и выгоняет её из дома, а затем её осуждает и вся деревня. Для всех она теперь — неверная супруга, не дождавшаяся с войны мужа-фронтовика.
Наступает День Победы, жители деревни отмечают его за общим столом на берегу реки. Поминают невернувшихся с фронта и надеются, что кто-то из пропавших без вести ещё вернётся. Вспоминают и Андрея Гуськова. И только Настя знает наверняка, что он никогда не вернётся.  
Из-за беременности Настёны по деревне ползут слухи, что Андрей не пропал без вести, а дезертировал и скрывается где-то неподалёку. Милиционер Бурдак с помощью деревенских мужчин организуют слежку за Настей, чтобы выяснить где скрывается Андрей. Они выследили её, когда она на лодке плыла, чтобы предупредить мужа о том, что его ищут.
На двух лодках, вчетвером, мужики стали преследовать Настёну на реке. Ей удалость, с помощью тумана, ненадолго оторваться от них. Настёна устала грести и, понимая, что её всё равно настигнут, бросается в воду и тонет. 
На поминки по Насте собирается вся деревня, женщины поминают её добрым словом и обвиняют в её смерти односельчан, устроивших погоню за ней. 
Наступил 1965 год, постаревший Андрей Гуськов живёт один в некогда многолюдной деревне Атамановке. Проплывающий мимо него бакенщик поздравляет его с двадцатой годовщиной Победы. 

## В ролях
| Актёр             | Роль                                                                                    |
| ----------------- | --------------------------------------------------------------------------------------- |
| Дарья Мороз       | Настасья Гуськова (Настёна)                                                             |
| Михаил Евланов    | Андрей Гуськов, муж Настёны, дезертир                                                   |
| Сергей Маковецкий | Фёдор Михеевич Гуськов (Михеич), отец Андрея Гуськова, конюх                            |
| Евгения Глушенко  | Семёновна, мать Андрея Гуськова                                                         |
| Анна Михалкова    | Надька, подруга и соседка Настёны, мать троих детей, вдова фронтовика                   |
| Сергей Бехтерев   | Иннокентий Иванович / Матвей Иванович, односельчане Гуськовых, братья                   |
| Игорь Хрипунов    | Нестор Ильич, председатель колхоза, инвалид                                             |
| Дарья Екамасова   | Лизавета Вологжина, односельчанка Гуськовых, жена Максима Вологжина                     |
| Егор Баринов      | Максим Вологжин, односельчанин Гуськовых, вернувшийся с фронта, муж Лизаветы Вологжиной |
| Наталья Тетенова  | Василиса Рогова, односельчанка Гуськовых                                                |
| Тамара Цыганова   | Катерина                                                                                |
| Юрий Иванов       | уполномоченный                                                                          |
| Сергей Цепов      | Бурдак, милиционер                                                                      |

## Съёмочная группа
- Режиссёр-постановщик — Александр Прошкин
- Авторы сценария — Александр Родионов, Александр Прошкин
- Продюсеры — Рубен Дишдишян, Сергей Даниелян, Арам Мовсесян, Юрий Мороз
- Операторы-постановщики — Геннадий Карюк, Александр Карюк
- Композитор — Роман Дормидошин

## История создания
Идея экранизации повести Валентина Распутина «Живи и помни» принадлежала актрисе Дарье Мороз. Сначала возникла идея снимать кино с режиссёром Ниной Чусовой, но автор не отдал права на экранизацию. Позже Дарья Мороз сыграла Настёну на Малой сцене МХТ в спектакле Владимира Петрова. Эта постановка Распутину очень понравилась. Тогда отец Дарьи Юрий Мороз посоветовал обратиться к автору ещё раз. На этот раз Распутин на экранизацию согласился, но с условием, что Настёну будет играть Дарья Мороз, а снимать должен режиссёр старшего поколения, которого сам писатель выберет с производителем фильма. Руководитель «Централ партнершип» Рубен Дишдишян подсказал кандидатуру режиссёра — Александра Прошкина.
Поиски «натуры» для фильма проходили довольно долго, на Урале и Каме, в результате съёмки происходили в Воскресенском районе Нижегородской области, среди старообрядческих деревень, на базе которых и был создан образ деревни Атамановки из книги Валентина Распутина. В массовках участвовали жители окрестных деревень, они же приносили в качестве реквизита сохранившиеся вещи военной поры.
Съёмочный период начался 1 марта 2007 года и составил 35 дней, удалось заснять ледоход, что, по мнению режиссёра, уже давно не получалось сделать в российском кинематографе.

## Признание и награды
- 2008 — приз «За лучшую режиссуру» на XIX Открытом российском кинофестивале «Кинотавр» в Сочи — режиссёру Александру Прошкину[4][5][6].
- 2009 — премия «Ника»:
  - премия за лучшую женскую роль — актрисе Дарье Мороз[7].
  - премия за лучшую женскую роль второго плана — актрисе Анне Михалковой[7].
- 2009 — ХIХ Кинофорум «Золотой Витязь» — приз «Серебряный Витязь» по разделу игровых фильмов[8][9][10] Диплом «За лучшую главную женскую роль» — Дарья Мороз[8][9][10]